# Trichocalyx obovatus
Trichocalyx obovatus är en akantusväxtart som beskrevs av Isaac Bayley Balfour. Trichocalyx obovatus ingår i släktet Trichocalyx och familjen akantusväxter. Inga underarter finns listade i Catalogue of Life.